# Heroes (песня Монса Сельмерлёва)
«Heroes» (рус. Герои) — песня шведского исполнителя Монса Сельмерлёва, представлявшая страну на музыкальном конкурсе «Евровидение-2015». Сингл с композицией был издан в Швеции 28 февраля 2015 года. 14 марта песня стала победителем в финале фестиваля Melodifestivalen 2015, в результате чего стала отобрана для Евровидения. 24 мая песня стала победителем Евровидения 2015.

## Информация о песне
Монс Сельмерлёв участвовал в 2015 году в Melodifestivalen уже в третий раз. «Heroes» была исполнена в четвёртом полуфинале фестиваля, который состоялся в Эребру на сцене Conventum Arena 28 февраля 2015 года. Песня заняла первое место в этом полуфинале и была отобрана в финальный этап. Во время финала песня набрала наибольшее количество голосов как от международного жюри, так и по итогам зрительского голосования.
Песня получила, в основном, позитивные отклики от музыкальных изданий. Композицию сравнили с работами Дэвида Гетты и Avicii (в частности с «Lovers on the Sun» Гетты), а также удачной смесью Авичи и Coldplay.

## Позиции в чартах
| Чарт (2015)                | Наивысшая позиция |
| -------------------------- | ----------------- |
| Швеция (Sverigetopplistan) | 1                 |

## Хронология издания
| Страна         | Дата            | Формат               | Лейбл               |
| -------------- | --------------- | -------------------- | ------------------- |
| Дания          | 28 февраля 2015 | цифровая дистрибуция | Warner Music        |
| Финляндия      | 28 февраля 2015 | цифровая дистрибуция | Warner Music        |
| Норвегия       | 28 февраля 2015 | цифровая дистрибуция | Warner Music        |
| Швеция         | 28 февраля 2015 | цифровая дистрибуция | Warner Music Sweden |
| Великобритания | 28 февраля 2015 | цифровая дистрибуция | Warner Music        |
| Италия         | 9 марта 2015    | цифровая дистрибуция | Warner Music        |
| Другие страны  | 10 Марта 2015   | Streaming            | Warner Music        |